# Brad argintiu

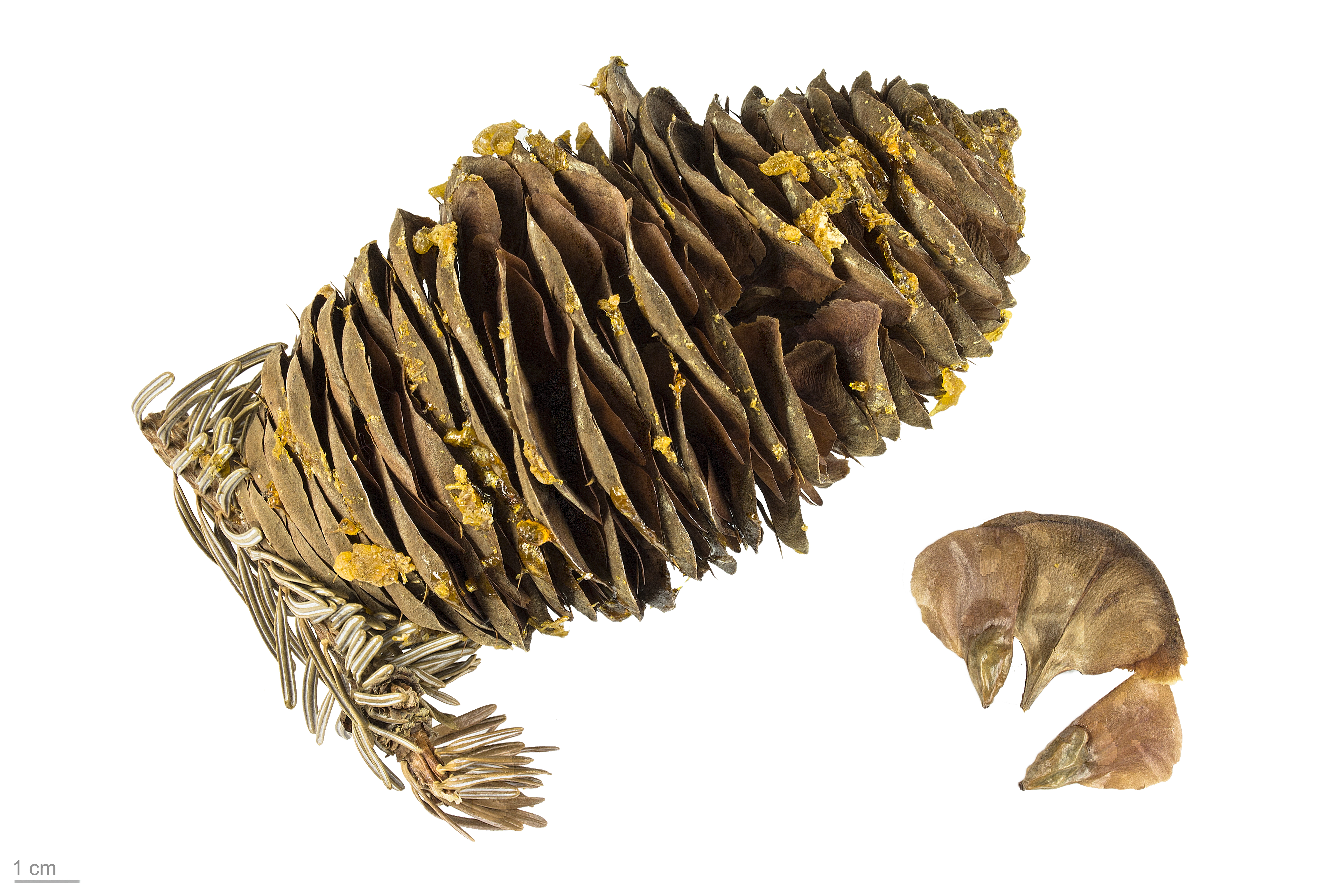
Abies alba

Bradul argintiu (Abies alba Mill.), este un brad originar din Europa, al cărui areal este limitat de Munții Pirinei, la nord de Normandia, la est de Munții Alpi și Munții Carpați, până în sudul Italiei și nordul Serbiei, unde s-a integrat alături de bradul bulgar. Este un conifer masiv, verde tot timpul, crescând până la 40–50 m (rar 60 m) înălțime, cu diametrul trunchiului de până la 1,5 m. Cel mai mare copac măsurat a fost de 68 m înălțime și avea o grosime a trunchiului de 3,8 m. Se întâlnește la altitudini între 300–1700 m (în general peste 500 m), pe munți unde precipitațiile depășesc 1000 mm.

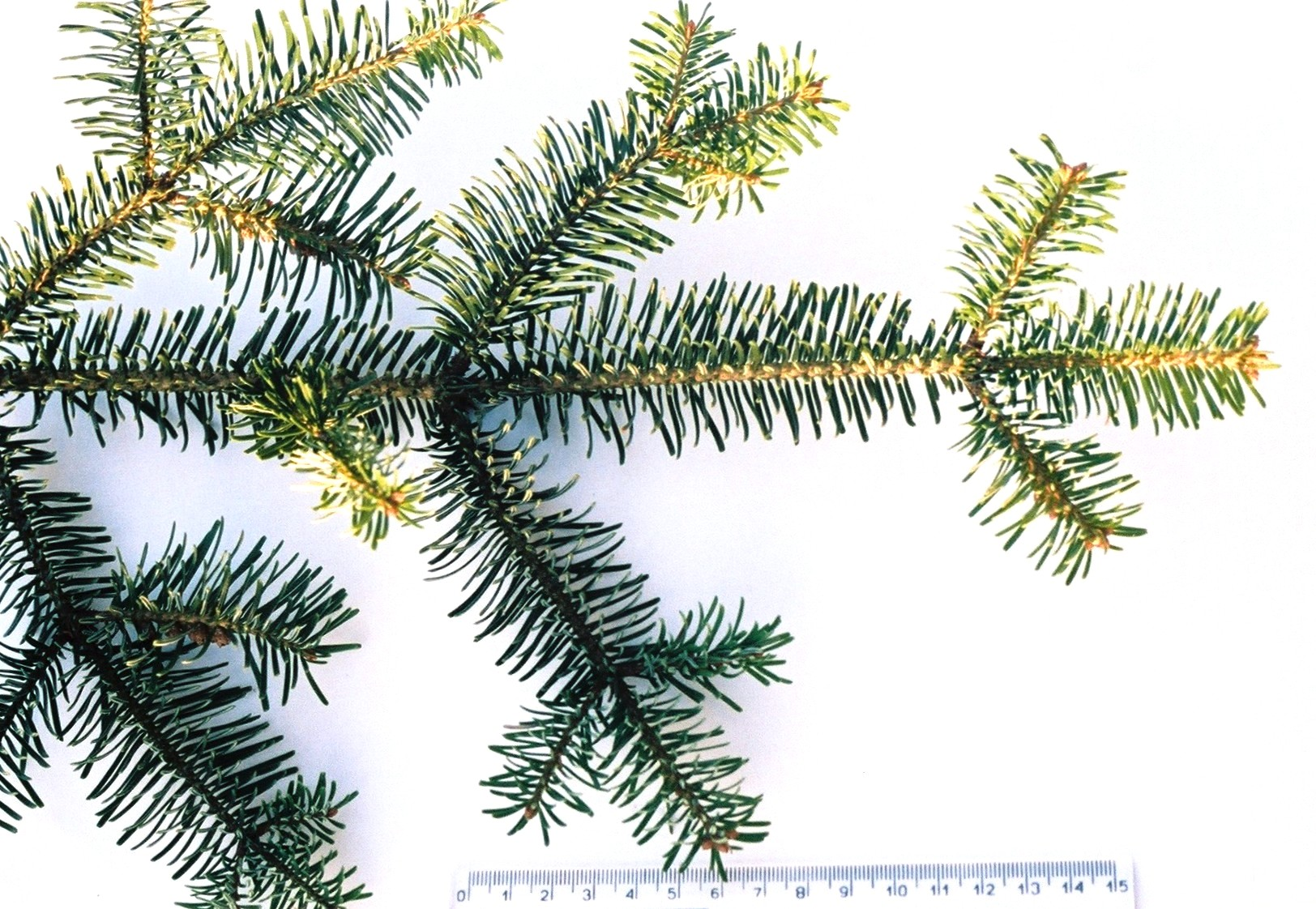
Ramura bradului argintiu

Frunzele sale sunt de formă aciculară aplatizată, având 1,8–3 cm lungime și 2 mm lățime cu 0,5 mm grosime, de un verde închis deasupra și cu două benzi lungi albe de stomate dedesubt. Vârful frunzei este de obicei puțin crenelat. Conurile au o lungime între 9–17 cm și 3-4 lățime, cu aproximativ 150-200 de solzi, fiecare solz având bractee și 2 semințe înaripate, se dezintegrează când se maturizează spre a elibera semințele.
Bradul alb este o componentă importantă a pădurii de brazi argintii din zona calcaroasă a Alpilor Dinarici în vestul Peninsulei Balcanice. Este înrudit de aproape cu bradul bulgar (Abies borisiiregis) care crește în sudul Peninsulei Balcanice și cu bradul sicilian (Abies nebrodensis), fiind diferit de aceștia și de alți brazi euro-mediteraneeni prin frunzișul răsfirat, cu frunzele împrăștiate în toate direcțiile. Unii botaniști tratează bradul bulgăresc și bradul sicilian ca varietăți ale bradului argintiu (A. alba var. acutifolia și respectiv A. alba var. nebrodensis).
Bradul argintiu este prima specie folosită ca pom de Crăciun, dar a fost în mare parte înlocuit cu bradul de Caucaz (care are un frunziș mai dens, mai atractiv), molidul (mult mai ieftin de crescut) și alte specii. Lemnul este moale și alb, folosit pentru construcții și producerea/manufacturarea hârtiei.

## Etimologie
Abies este derivat din latină, însemnând „cel în creștere”. Numele a fost folosit pentru a se referi la copaci înalți sau la corăbii.
Alba înseamnă strălucitor sau alb mort.